# Fire in the Hole – Sara Isaksson & Rebecka Törnqvist Sing Steely Dan
Fire in the Hole – Sara Isaksson & Rebecka Törnqvist Sing Steely Dan från 2006 är ett musikalbum av Rebecka Törnqvist och Sara Isaksson. Skivan innehåller akustiska Steely Dan-tolkningar.

## Låtlista
Text och musik av Walter Becker och Donald Fagen om inget annat anges.
1. Rose Darling – 2:41
2. Barrytown – 3:04
3. Gaucho (Walter Becker/Donald Fagen/Keith Jarrett) – 4:20
4. Green Earrings – 2:39
5. Your Gold Teeth II – 2:18
6. Brooklyn (Owes the Charmer Under Me) – 3:28
7. Don't Take Me Alive – 2:59
8. Josie – 2:53
9. Do It Again – 3:12
10. Fire in the Hole – 2:53
11. Pearl of the Quarter – 3:14
12. Midnight Cruiser – 3:02

## Medverkande
- Rebecka Törnqvist – sång, piano
- Sara Isaksson – sång, piano
- Lars Halapi – bas (spår 1, 7, 8, 9, 12), autoharpa (spår 3), gitarr (spår 5), bastrumma (spår 6), vibrafon (spår 10)
- Per ”Texas” Johansson – saxofon, oboe (spår 10)

## Listplaceringar
| Lista (2006) | Topplacering |
| ------------ | ------------ |
| Sverige      | 22           |